# Soulages-Bonneval
Soulages-Bonneval – miejscowość i gmina we Francji, w regionie Oksytania, w departamencie Aveyron. W 2013 roku jej populacja wynosiła 294 mieszkańców. 